# Aporum leonis
Aporum leonis é uma espécie de orquídea epífita de hábito pendente e flores pequenas, que habita da Indochina ao oeste da Malásia.